# Juan Pablo Garat
Juan Pablo Garat (n. 19 aprilie 1983, Avellaneda) este un jucător argentinian de fotbal care evoluează pe postul de fundaș central. A jucat la Dinamo București, la care a ajuns în vara anului 2010, de la echipa elvețiană St. Gallen. A semnat cu Dinamo un contract pentru un sezon, cu posibilitate de prelungire pentru alte două. După doar șase luni petrecute la Dinamo și-a reziliat contractul în decembrie 2010.